# Christian Friedrich Hase
Christian Friedrich Hase (* 1790 in Altenburg; † 1860 ebenda) war ein deutscher Hofbeamter und Fiskaljurist.

## Leben
Friedrich Hase entstammte einer Familie von sächsisch-thüringischen Pfarrern und Beamten und war der Sohn des Hofadvokaten und Gerichtsdirektors Hase in Altenburg. Er studierte Rechtswissenschaften von Ostern 1808 bis Ostern 1810 an der Universität Jena und wechselte dann an die Universität Heidelberg, wo er bis Ostern 1811 blieb. In Heidelberg wurde er Mitglied des Corps Hannovera Heidelberg, belegt unter anderem durch einen Eintrag im Stammbuch seines Corpsbruders Friedrich Wilhelm Heineken. Nach dem Studium trat er in den Verwaltungsdienst des Herzogtums Sachsen-Altenburg ein und stieg bis zum Herzoglich Sächsisch-Altenburger Kammerrat und Finanzvizepräsidenten in Altenburg auf.